# Gelbblättriger Täubling
Der Gelbblättrige Täubling (Russula pallidospora) ist ein Pilz aus der Familie der Täublingsverwandten (Russulaceae). Er ist durch einen großen Hut, recht dicke, später gelb werdende Blätter sowie cremefarbenes Sporenpulver und kleine Sporen (unter 10 µm) gekennzeichnet. Andere Namen für diesen Täubling sind Ockerblättriger Weiß-Täubling oder Blasssporiger Täubling.

## Merkmale

### Makroskopische Merkmale
Der dickfleischige Hut wird zwischen 10 und 22 Zentimeter breit und ist niedergedrückt bis trichterförmig ausgebildet. Er ist zunächst weißlich gefärbt und besitzt einen weißen, wattig-schorfigen Überzug. Später bekommt er ockerfarbene Flecken und Streifen und verliert den Überzug. Im Alter ist der Hut überall ledergelblich getönt mit einer fleischfarbenen Nuance. Der Hutrand ist erst eingerollt, breitet sich aber später aus.
Die Lamellen sind zunächst elfenbeinfarben, dann strohgelblich und schließlich neapelgelb gefärbt. Im Alter können sie auch einen leicht orangen, rosa, oder lila Ton enthalten, sind jedoch nie grünlich. Sie sind relativ dick und stehen recht weit auseinander. Die Blätter sind regelmäßig gegabelt und mit kürzeren Zwischenlamellen versehen. Die Schneiden besitzen feine Wimpern, an denen sich bei jungen Exemplaren oft Tröpfchen befinden.
Der weiße Stiel ist kurz und dick, die Oberfläche glatt und kahl. Die Konsistenz ist derb und hart. An der Basis verfärbt er sich rosa-ocker. Das Fleisch ist weißlich, hart und leicht marmoriert. Der Geschmack ist zunächst mild und danach bitterlich. Es riecht würzig, nach langer Lagerung entwickelt sich jedoch ein unangenehmer fischartiger Geruch. Das Fleisch verfärbt sich mit Eisensulfat etwas fleischrosa.
Das Sporenpulver ist cremefarben.

### Mikroskopische Merkmale
Die Sporen sind breit ellipsoid geformt und messen 8–10 × 6,5–8 Mikrometer. Die Oberfläche ist punktiert bis feinwarzig und besitzt feine Grate. Zystiden sind an den Lamellenschneiden und -flächen zahlreich vorhanden. Sie ragen weit hervor und sind sehr variabel in der Form.

## Artabgrenzung
Der Gelbblättrige Täubling kann mit anderen Weiß-Täublingen (Sektion Plorantes) wie dem Gemeinen Weiß-Täubling (R. delica) verwechselt werden. Dieser besitzt jedoch keine gelblichen Lamellen, die zudem weiter entfernt stehen. Darüber hinaus schmeckt sein Fleisch nach einiger Zeit scharf. Der Schmalblättrige Täubling (R. chloroides) zeichnet sich durch dichtere, bläuliche Lamellen aus. Er schmeckt ebenfalls scharf. Russula pseudodelica soll Sporen mit kräftigen, meist isolierten Warzen besitzen.

## Ökologie
Der Gelbblättrige Täubling ist in Laubwäldern auf Kalk- und Kalksandböden zu finden, es wird aber auch saurer Rankerboden angegeben. Die Fruchtkörper werden im August und September gebildet.

## Verbreitung

Europäische Länder mit Fundnachweisen des Gelbblättrigen Täublings.
Legende:
Länder mit Fundmeldungen
Länder ohne Nachweise
keine Daten
außereuropäische Länder

Der Gelbblättrige Täubling ist in Europa anzutreffen, jedoch überall selten. In Westeuropa (Frankreich) sind die Vorkommen besonders rar. Nach Norden reicht das Verbreitungsgebiet bis Dänemark.
In Deutschland ist der Pilz nur in Bayern, Baden-Württemberg, im Saarland und in Rheinland-Pfalz nachgewiesen. Auch aus Österreich gibt es in den letzten 10 Jahren nur einzelne Funde.

## Bedeutung
Der Speisewert des Gelbblättrigen Täublings ist nicht bekannt.